# Arctosa hikosanensis
Arctosa hikosanensis là một loài nhện trong họ Lycosidae.
Loài này thuộc chi Arctosa. Arctosa hikosanensis được Hozumi Tanaka miêu tả năm 1985.